# Šariš
Броварня «Шариш» (словац. Pivovar Šariš) — словацьке пивоварне підприємство, що входить до групи компаній Pivovary Topvar, a. s., яка належить до активів одного з найбільших світових виробників пива міжнародної корпорації SABMiller. 
Назва підприємства походить від назви містечка Вельки Шариш неподалік Пряшева, у якому воно розташоване.

## Історія
Броварство у регіоні Вельки Шариша має багатовікові традиції, існування у містечку цеху броварів згадується вже у джерелах початку XVI століття.
Новітня ж історія броварні Šariš розпочалася 1964 року, у якому у Вельки Шариші розпочалося будівництво новітньої броварні, що із завершенням будівництва у 1967 році стала найбільшим пивоварним підприємством на території Словаччини. Пізніше було проведено масштабну модернізацію виробництва, що дозволила довести річні обсяги виробництва пива до 10 мільйонів декалітрів вже у 1983 році. На початку 1990-х броварню було приватизовано і вона довела свою життєздатність в умовах ринкової економіки.
Новий етап історії підприємства почався 1997 року, коли контроль над ним отримав південноафриканський пивоварний гігант SAB, який згодом трансформувався у міжнародну корпорацію SABMiller. На початку 2007 року власники броварні прийняли рішення об'єднати свої активи у Словаччині, до яких крім броварні Šariš відносилася й броварня Topvar у Топольчанах, в одну юридичну особу, яка отримала назву Pivovary Topvar, a. s.
З березня 2010 року броварня Topvar повністю зупинила виробництво, залишивши за собою функції регіонального дистрибутора. Броварня Šariš повністю перебрала на себе виробничі функції у структурі компанії Pivovary Topvar, a. s.

## Асортимент пива

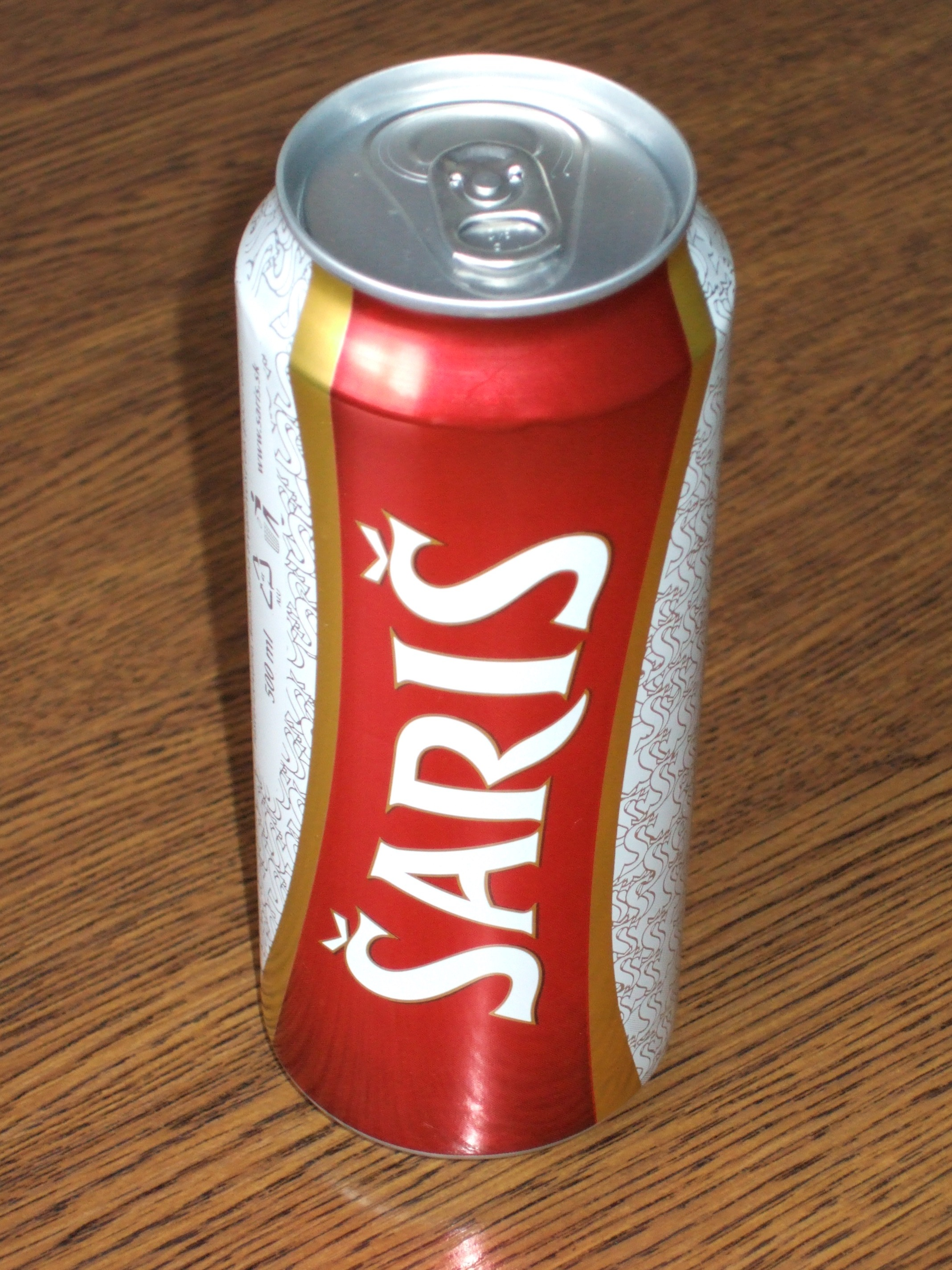
Банка пива Šariš

Наразі броварнею виробляється пиво трьох сортів під торговельною маркою Šariš:
- Šariš 10% — світле пиво. Найперший сорт броварні, з виробництва якого розпочалася історія торговельної марки у 1967.
- Šariš 12% Premium — світле пиво подвійного бродіння.
- Šariš 11% Tmavý — темне пиво, виробляється з використанням чотирьох видів солоду.

Крім пива торговельної марки Šariš броварнею виробляється пиво словацьких торговельних марок Smädný mních та Topvar, а також пиво чеських торговельних марок, що належать SABMiller: Pilsner Urquell, Gambrinus та Velkopopovický Kozel.